# Петушки (род)
Петушки (лат. Betta) — род лабиринтовых рыб из семейства макроподовых (Osphronemidae).
- Betta akarensis Regan 1910 — Бруней и Шаравак
- Betta albimarginata Kottelat & Ng 1994 — Калимантан
- Betta anabatoides Bleeker 1851 — Калимантан
- Betta antoni Tan & Ng 2006 — нижний бассейн р. Капус, Калимантан Барат
- Betta apollon Schindler & Schmidt 2006 — холмовые потоки на запад от Наратхиват, п-ов Таиланд
- Betta aurigans Tan & Lim 2004 — архипелаг Натуна, Южно-Китайское море
- Betta balunga Herre 1940 — Калимантан
- Betta bellica Sauvage 1884 — тонкая бойцовая рыбка — Индонезия и Малайзия
- Betta breviobesus Tan & Kottelat 1998 — Калимантан
- Betta brownorum Witte & Schmidt 1992 — Индонезия и Малайзия
- Betta burdigala Kottelat & Ng 1994 — Банка, Индонезия
- Betta channoides Kottelat & Ng 1994 — Индонезия
- Betta chini Ng 1993 — Сабах, Калимантан
- Betta chloropharynx Kottelat & Ng 1994 — Индонезия
- Betta coccina Vierke 1979 — Малайзия и Индонезия
- Betta compuncta Tan & Ng 2006 — верхняя часть бассейна р. Махакам, Калимантан Тимур
- Betta cracens Tan & Ng 2005 — Суматра, Индонезия
- Betta dimidiata Roberts 1989 — Индонезия
- Betta edithae Vierke 1984 — Индонезия
- Betta enisae Kottelat 1995 — Индонезия
- Betta falx Tan & Kottelat 1998 — Индонезия
- Betta ferox Schindler & Schmidt 2006 — Бори пэт, Таиланд
- Betta foerschi Vierke 1979 — Калимантан
- Betta fusca Regan 1910 — Индонезия и Малайзия
- Betta gladiator Tan & Ng 2005 — Сабах, Калимантан
- Betta hipposideros Ng & Kottelat 1994 — Малайзия
- Betta ibanorum Tan & Ng 2004 — южный Саравак
- Betta ideii Tan & Ng 2006 — южная часть Калимантан Селатан, прилегающая к и на Пулау Лаут
- Betta imbellis Ladiges 1975 — Малайзия и Индонезия; родом из Северной Суматры
- Betta krataios Tan & Ng 2006 — бассейн Нижнего Капуаса, Калимантан Барат
- Betta kuehnei Schindler & Schmidt 2008 — малайский п-ов
- Betta lehi Tan & Ng 2005 — Калимантан
- Betta livida Ng & Kottelat 1992 — Малайзия
- Betta macrostoma Regan 1910 — Калимантан
- Betta mandor Tan & Ng 2006 — бассейн Нижнего Капуаса, Калимантан Барат
- Betta midas Tan 2009 — Калимантан
- Betta miniopinna Tan & Tan 1994 — Индонезия
- Betta obscura Tan & Ng 2005 — Калимантан Тенгах
- Betta ocellata de Beaufort 1933 — северо-восточный Калимантан
- Betta pallida Schindler & Schmidt 2004 — Таиланд
- Betta pallifina Tan & Ng 2005 — Калимантан Тенгах
- Betta pardalotos Tan 2009 — дренаж Муси, Южная провинция Суматры, Индонезия
- Betta patoti Weber & de Beaufort 1922 — Индонезия
- Betta persephone Schaller 1986 — Малайзия
- Betta picta (Valenciennes 1846) — яванская бойцовая рыбка — Индонезия
- Betta pinguis Tan & Kottelat 1998 — Калимантан
- Betta pi Tan 1998 — Narathiwat Province, Таиланд
- Betta prima Kottelat 1994 — Таиланд, Камбоджия и Лаос
- Betta pugnax (Cantor 1849) — пенангская рото-родящая бойцовая рыбка — Малайзия, Сингапур и Индонезия
- Betta pulchra Tan & Tan 1996 — юго-западный Джохор, Малайзия
- Betta raja Tan & Ng 2005 — Суматра
- Betta renata Tan 1998 — Индонезия
- Betta rubra Perugia 1893 — Индонезия
- Betta rutilans Witte & Kottelat 1991 — Калимантан
- Betta schalleri Kottelat & Ng 1994 — Индонезия
- Betta seregius Ashepkaf 2007 - Россия
- Betta simorum Tan & Ng 1996 — Индонезия
- Betta simplex Kottelat 1994 — территория вокруг Краби, Таиланд
- Betta smaragdina Ladiges 1972 — Таиланд
- Betta spilotogena Ng & Kottelat 1994 — Индонезия
- Betta splendens Regan 1910 — бойцовая рыбка-петушок, сиамская бойцовая рыбка — Таиланд
- Betta stigmosa Tan & Ng 2005 — Малайзия
- Betta stiktos Tan & Ng 2005 — дренаж р. Меконг, Камбоджа
- Betta strohi Schaller & Kottelat 1989 — Калимантан
- Betta taeniata Regan 1910 — борнейская бойцовая рыбка — Калимантан
- Betta tomi Ng & Kottelat 1994 — Малайзия и Сингапур
- Betta tussyae Schaller 1985 — Малайзия
- Betta uberis Tan & Ng 2006 — бассейн Арут, Каламантан Тенгах и территория Сукадана, Калимантан Барат
- Betta unimaculata (Popta 1905) — Калимантан
- Betta waseri Krummenacher 1986 — Малайзия